# Homalopoma bicolor
Homalopoma bicolor is een slakkensoort uit de familie van de Colloniidae. De wetenschappelijke naam van de soort is voor het eerst geldig gepubliceerd in 2001 door Okutani.